# 异氢氰酸
异氢氰酸或异氰化氢，是一种无机化合物，化学式为HNC。它是氢氰酸（HCN）的互变异构体，在互变平衡处于劣势。它在天体化学中的重要性在于它广泛存在于星际物质中。